# Kecamatan Gondanglegi
Kecamatan Gondanglegi är ett distrikt i Indonesien. Det ligger i den västra delen av landet, 700 km öster om huvudstaden Jakarta.